# Chitila
Chitila es una ciudad con estatus de oraș de Rumania ubicada en el distrito de Ilfov.
Según el censo de 2011, tiene 14 184 habitantes, mientras que en el censo de 2002 tenía 12 643 habitantes. La mayoría de la población es de etnia rumana (88,79 %), con una minoría de gitanos (3,85 %).
La mayoría de los habitantes son cristianos de la Iglesia Ortodoxa Rumana (88,64 %), con una minoría de pentecostales (1,38 %).
Adquirió estatus urbano en 2005. En su territorio se incluye como pedanía el pueblo de Rudeni.
Se ubica en la periferia noroccidental de la capital nacional Bucarest, en la salida de la capital por la carretera 7 que lleva a Pitești.